# サーティーガール
『サーティーガール』（30girl）は、作画：岩崎つばさ、脚本：カワイシンゴによる日本の漫画。

## 概要
Webサイト「30girl.com」で連載。元々は日立空調システム（日立アプライアンス前身会社の一つ）の広告キャラクターで、電気給湯器「追い焚き上手」のサイト「オイダキ.com」（閉鎖）やオール電化のカタログなどに使用されていた。
日立空調システムが日立アプライアンスとなった後も使用は継続されていたが、2012年6月一杯を以てキャラクター契約が終了している。
2012年10月5日を以って岩崎つばさ及び脚本担当であるカワイシンゴによる創作活動が突然の終了となる。

コミック・同人誌に未掲載のweb連載された作品についても、共作で有るため刊行は無いと思われる。

## 登場人物
湯神リリコ（ゆがみ　りりこ）
神奈川県生まれの30歳。湯神家の嫁。この漫画の主人公で、旧姓は『星野』。もとは小学校の教師だったが、教頭と喧嘩の末に退職し現在に至る。
ジョーズ（じょーず）
湯神家の飼い猫。日本語を喋り、携帯電話やパソコンを使いこなすがその事を知り、会話をするのはリリコだけで、他の周囲の人物の前では普通の猫と思われている。「フカヒレ」というハンドルネームを持ち、当「人」たちは知らないが奈緒子とはメル友である。地域の野良猫たちが大きな拒絶反応を示すなど単なる猫ではない事をうかがわせる描写があるが、真相は明らかにされていない。
湯神嘉夜子（ゆがみ　かやこ）
リリコの義母。55歳。湯神家のみならず町内のボス的存在。夫とは20年前に死別。
湯神加奈子（ゆがみ　かなこ）
リリコの義姉である湯神家の長女。32歳。若くして大手不動産会社の課長を務めるキャリアウーマンだが、将来の夢は花屋。
湯神奈緒子（ゆがみ　なおこ）
リリコの義妹である湯神家の次女。21歳。大学生。大学の先輩だった緒里に好意を抱いているが、何故かその姉と自分の兄が結婚してしまった。ハンドルネーム「ナンコツ」を名乗り、互いの素性を知らないままジョーズとはメル友。
星野緒里（ほしの　いおり）
リリコの弟。24歳。湘南にある自宅（=リリコの実家）から品川区内の飲料メーカーまでの遠距離通勤。ほぼ毎日姉の嫁ぎ先で入浴し夕食をいただき、持ち込んだビールを飲んで終電ギリギリまで過ごして帰る。
湯神浩樹（ゆがみ　ひろき）
リリコの夫。28歳。海洋調査船のクルーで、ほとんど日本に居ない。緒里との仲は今一つ。
秀島治久（ひでしま　はるひさ）
湯神たばこ店の近所にある花屋「フラワーショップヒデシマ」の店主。32歳。加奈子の幼馴染。一時期湯神家で暮らしていた事もある。
泡松（あわまつ）
湯神たばこ店と同じ商店街にある酒屋。よくトラブルに巻き込まれ、リリコや嘉夜子が助けに入るが逆に自販機や店を壊されてしまう。

## 単行本
最初の単行本は2004年に双葉社から4コマ漫画単行本としてA5判で発売された。カタログイラストなどもカラーで収録されている。
2005年には白泉社からストーリー漫画単行本サイズのB6判で改めて発売された。双葉社版と比べてサイズが小さくなった分1頁あたりの掲載本数が2本から1本と少なくなった。またカタログイラストは収録されていない。2巻中盤までが双葉社版の再収録となっている。
- 『30GIRL.com』双葉社〈アクションコミックス〉2004年9月28日初版、ISBN 4575939080
- 『サーティーガール』白泉社〈ジェッツコミックス〉
  1. 2005年6月29日初版 ISBN 4592142314
  2. 2005年6月29日初版 ISBN 4592142322
  3. 2006年2月28日初版 ISBN 4592142330

市販単行本としての刊行は3巻で中断し、続刊は同人誌『サーティーガール.コミック』として「04」「05」、『ジ・サーティーガール ラストワン』が発行されている。